# Trevor Cadieu
Trevor John Cadieu es un militar canadiense. Alcanzó el rango de teniente general, y estaba programado para convertirse en comandante del ejército, pero se retiró después de acusaciones de mala conducta sexual.

## Biografía
Cadieu nació en Saskatchewan y se crio en Vernon. Fue comisionado en el ejército canadiense en 1995, desplegado en Bosnia en 1997, desplegado en Afganistán en 2002 y 2006-7. En 2017 fue nombrado comandante de la 3.ª División Canadiense. Una ceremonia para designarlo Comandante del Ejército Canadiense  en septiembre de 2021 fue cancelada en el último momento debido a una denuncia de conducta sexual inapropiada que involucraba "acusaciones históricas". La investigación trató sobre los hechos de 1994 en el Royal Military College of Canada. Una oficial retirada declaró haber sido violada cuando era cadete por otros dos cadetes superiores, uno de los cuales era Cadieu.
Cadieu fue acusado de dos cargos de agresión sexual en junio de 2022. Cadieu recibió el apoyo de oficiales en servicio, a lo que respondieron con indignación las víctimas de abusos sexuales.

### Guerra en Ucrania
En abril de 2022 viajó a Ucrania para unirse a la lucha contra la invasión rusa de Ucrania en 2022. Fuentes rusas a menudo se refieren a él como Trevor Kadier. En mayo de 2022, los rusos dijeron que lo capturaron en la fábrica siderúrgica de Azovstal durante el sitio de Mariúpol.